# Назарчук Олександр Володимирович
Олександр Володимирович Назарчук нар. 1 лютого 1989, Кривий Ріг) — український футболіст, що грав на позиції захисника. Відомий насамперед виступами за командах системи київського «Динамо», луцької «Волині» і вінницької «Ниви» в першій і другій українській лігах, грав також у складі юнацьких збірних України різних вікових груп, та в латвійському клубі вищого дивізіону «Олімпс» із Риги.

## Клубна кар'єра
Олександр Назарчук народився у Кривому Розі, проте є вихованцем ДЮСШ луцької «Волині». Пізніше молодого футболіста запросили до юнацької команди київського «Динамо»), в складі якої він брав участь у юнацькій першості України. У професійному футболі дебютував у 2006 році за третю команду «Динамо» в другій українській лізі, пізніше грав також за другу команду київського «Динамо» в першій лізі українського футболу, проте в першій команді в основному складі так і не зіграв. Улітку 2009 року футболіст став гравцем клубу першої української ліги «Волинь» з Луцька, проте зіграв за клуб лише 4 матч, і вже на початку року став гравцем латвійського клубу вищого дивізіону «Олімпс-РФШ» із Риги. Зігравши 12 матчів у чемпіонаті, футболіст повернувся в Україну, де нетривалий час був гравцем аматорського клубу «Случ» з Березного. На початку 2011 року Назарчук став гравцем клубу першої ліги «Нива» з Вінниці, за який грав до кінця року. Пізніше Олександр Назарчук грав за аматорські команди «Ласка» з Боратина і «Малинськ».

## Виступи за збірні
Протягом 2004—2008 років Олександр Назарчук залучався до юнацьких збірних України різного віку. У складі збірної грав у відбіркових турнірах до юнацьких чемпіонатів Європи. Усього за юнацькі збірні футболіст зіграв 33 матчі, у яких відзначився 3 забитими м'ячами.